# Oheka

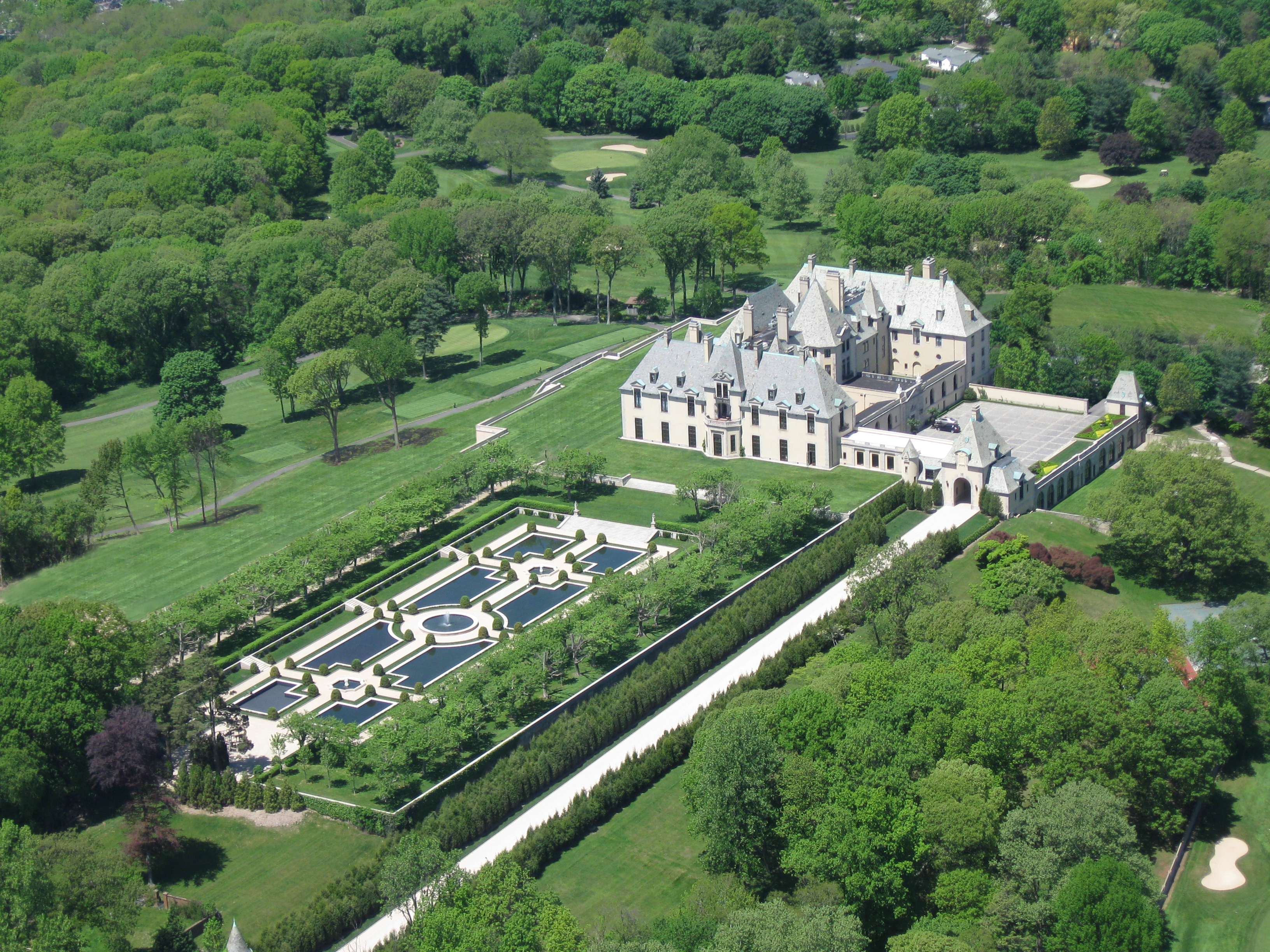
Luftaufnahme von Oheka Castle

Oheka oder auch Oheka Castle ist ein ehemaliges Herrenhaus im Renaissancestil in Cold Spring Harbor, Long Island, New York, das heute als Hotel genutzt wird.
Es ist mit 125 Zimmern das zweitgrößte Privathaus der USA und wurde zwischen 1914 und 1919 von Otto Hermann Kahn für rund 11 Mio. Dollar erbaut. Es ist die mit Abstand größte private Residenz der legendären Gold Coast und diente dem Film Citizen Kane und der Serie Royal Pains als Filmkulisse.